# Чухи (народ)
Чухи — народ группы майя, проживающий главным образом в Гватемале (департамент Уэуэтенанго) и Мексике (штат Чьяпас). Оценки численности варьировалась от 30 тыс. до более 60 тыс. человек в начале 2000; по итогам переписи 2018 года в одной Гватемале проживало около 91 тыс. человек. Язык канхобаль-чухской ветви майяской семьи. Религия — католицизм, сохраняются традиционные верования.

## Этноним
Название «Чухи» является экзонимом, изначально использовавшимся испанцами. Согласно народной традиции, что он был введён цельталями на службе испанцев, которые так называли традиционную одежду чухских мужчин. Сами себя чухи называют по городу, из которого происходят, например ajSan Matéyo («из Сан-Матео-Иштатан»), ajSan Sabastyán («из Сан-Себастьян-Коатан»), or ajNenton («из Нентона»).

## Язык
Исторически чухи говорили на чухском языке, принадлежащем к канхобаль-чухской ветви майяской семьи. Ближайшим родственным языком является тохолабальский. В настоящее время чухи также владеют испанским.